# Bellefont-La Rauze
Bellefont-La Rauze is een gemeente in het Franse departement Lot (regio Occitanie). De plaats maakt deel uit van het arrondissement Cahors. Bellefont-La Rauze is op 1 januari 2017 ontstaan door de fusie van de gemeenten Cours, Laroque-des-Arcs en Valroufié. De gemeente telde 1.188 inwoners op 1 januari 2022.

## Geografie
De oppervlakte van Bellefont-La Rauze bedroeg op 1 januari 2022 38,22 vierkante kilometer; de bevolkingsdichtheid was toen 31,1 inwoners per km².

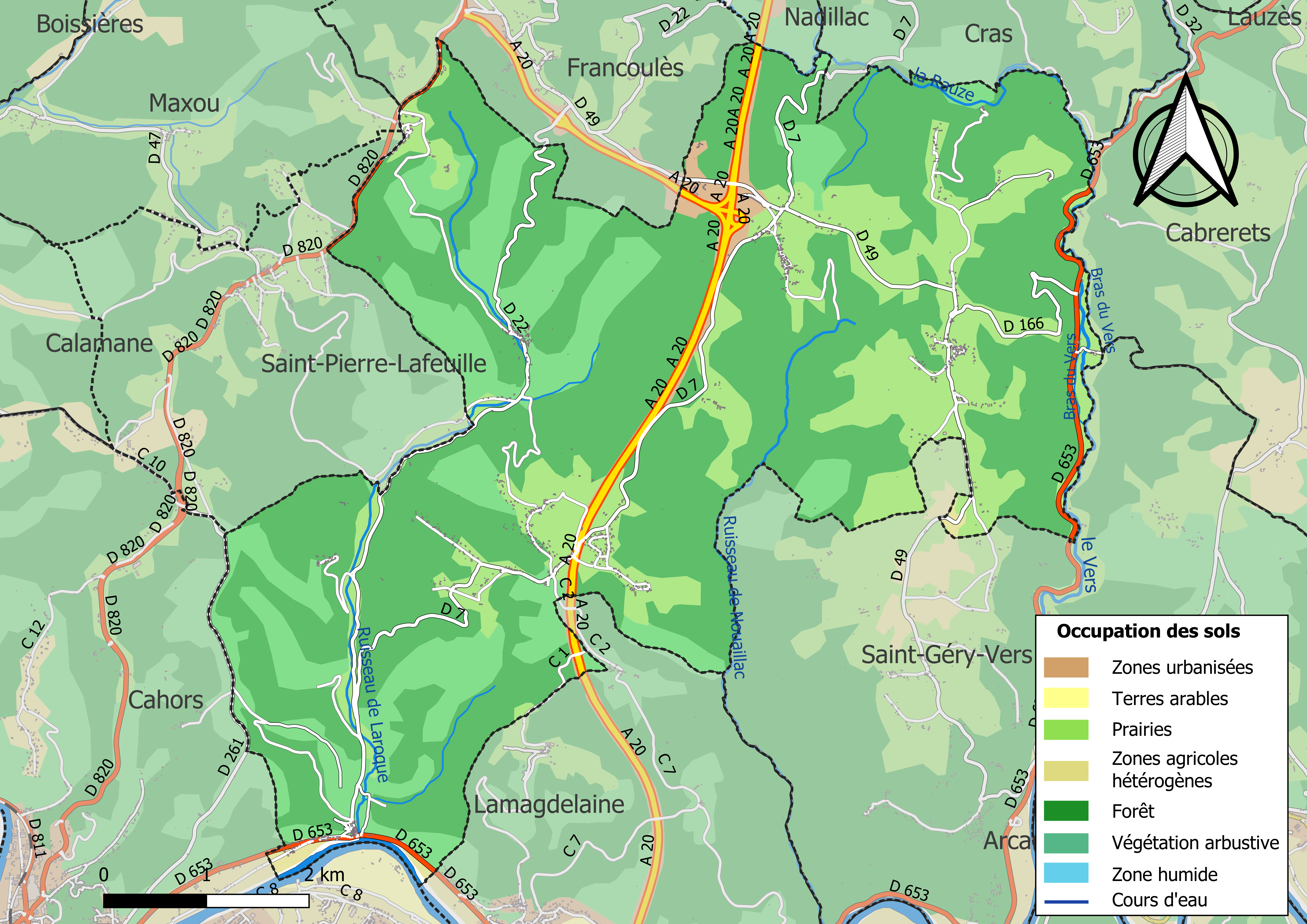
Kaart van de gemeente met de belangrijkste infrastructuur, bodemgebruik en omliggende gemeenten